# 普雷迪格特貝格山
48°26′27″N 14°40′54″E / 48.440888°N 14.681541°E

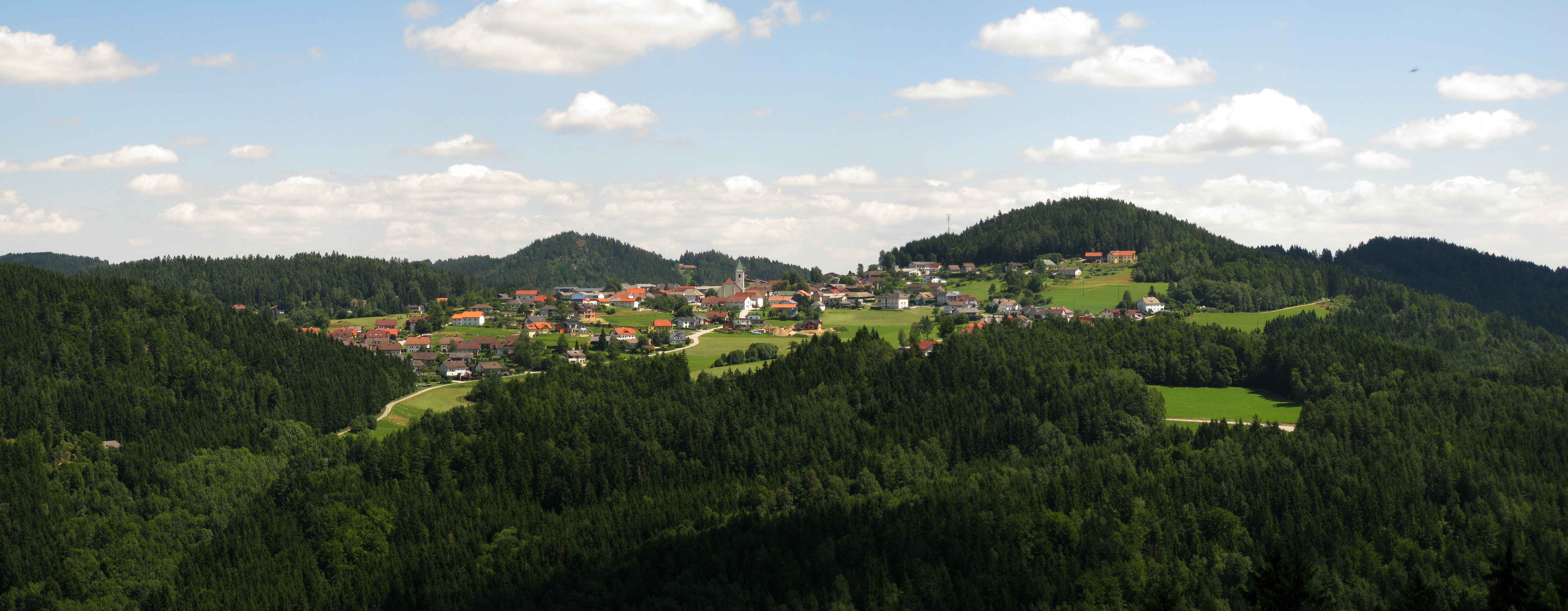

普雷迪格特貝格山（德語：Predigtberg），是奧地利的山峰，位於該國北部，由上奧地利州負責管轄，屬於波希米亞林山的一部分，海拔高度892米，山體由花崗岩組成。